# Густав (ландграф Гессен-Гомбурга)
Густав Адольф Фридрих Гессен-Гомбургский (нем. Gustav Adolf Friedrich von Hessen-Homburg; 17 февраля 1781, Гомбург — 8 сентября 1848, там же) — ландграф Гессен-Гомбургский в 1846—1848 годах, австрийский генерал.

## Биография
Густав — четвёртый сын ландграфа Фридриха V и его супруги Каролины Гессен-Дармштадтской, дочери ландграфа Людвига IX Гессен-Дармштадтского и Генриетты Каролины Пфальц-Цвейбрюккенской, «великой ландграфини».
В 1787 году крёстный Густава, король Швеции Густав III возвёл его в звание лейтенанта гвардии. В 17 лет Густав поступил на шведскую службу. Добрые отношения Гессен-Гомбурга с шведским королевским домом сложились ещё при Фридрихе II. После убийства короля Густав попросил об отставке и вернулся в Гомбург.
Брат Густава Фридрих VI находился на службе в австрийской армии, и Густав последовал его примеру. Он сражался в Бадене, Вюртемберге и Нижней Австрии и в 1801 году получил звание майора. В 1805 году его перевели в шеволежеры. Под командованием эрцгерцога Карла он отличился под Кальдьеро и 1 декабря 1805 года получил звание подполковника. После службы в венгерском гарнизоне и перевода в гогенцоллернские кирасиры последовало следующее повышение в полковники и должность командира кирасирского полка эрцгерцога Фердинанда. Густав сражался под Асперном и при Ваграме. «Прекрасный Густав», как и его братья, был достойным сыном Гессен-Гомбурга и сражался до безрассудства храбро и тоже был награждён военным орденом Марии Терезии.
Когда Наполеон пошёл с походом на Россию, Густав состоял в австрийском деташементе на правом фланге. Он получил тяжёлое ранение и на долгое время вышел из строя. В 1813 году в звании генерал-майора Густав был назначен на службу к гессен-гомбургским гусарам своего брата Фридриха в Богемии. В Освободительных войнах Густав участвовал в Битве народов под Лейпцигом и в военном походе против Франции во время Ста дней Наполеона. После Второго Парижского мира Густав был назначен бригадиром в Трансильвании, в 1826 году получил звание фельдмаршал-лейтенанта и уволился со службы в 1827 году.
Поскольку Филипп служил губернатором союзной крепости Майнц, Густав в отставке взял на себя управление родным ландграфством. Сын Густава, наследный принц Фридрих, прозванный «надеждой Гомбурга», студент в Бонне, умер до отца от гриппа, не достигнув даже 18 лет. Фридрих, которому наследовал в ландграфстве Фердинанд, похоронен в усыпальнице Гомбургского дворца.

## Награды
- Орден Золотого льва (14 октября 1809, ландграфство Гессен-Кассель)[3]
- Орден Чёрного орла (20 марта 1847, королевство Пруссия)[4]
- Орден Красного орла 1-го класса (20 марта 1847, королевство Пруссия)

## Потомки
12 февраля 1818 года в Дессау принц Густав женился на своей племяннице Луизе Ангальт-Дессауской, дочери его сестры Амалии. Луиза страдала глухотой, что стало причиной для добровольной изоляции четы. Брат Густава Филипп вступил в морганатический брак, что могло также послужить основанием для сословно соответствующего брака.
У Густава и Луизы родилось трое детей:
- Каролина (1819—1872), замужем за Генрихом XX Рейсс-Грейцским (1794—1859)
- Елизавета Луиза Фридерика (1825—1864)
- Фридрих Людвиг Генрих Густав (1830—1848)